# Platypalpus vierecki
Platypalpus vierecki is een vliegensoort uit de familie van de Hybotidae, die tot de orde tweevleugeligen (Diptera) behoort. De wetenschappelijke naam van de soort werd voor het eerst geldig gepubliceerd in 1902 door Axel Leonard Melander.